# Clive James
Clive James OA CBE FRSL (nato Vivian Leopold James; Sydney, 7 ottobre 1939 – Cambridge, 24 novembre 2019) è stato un giornalista, scrittore, conduttore televisivo, critico letterario, poeta e paroliere australiano naturalizzato britannico, che ottenne il successo nel Regno Unito per il suo umorismo critico e satirico.

## Biografia

### Origini
Clive James nacque il 7 ottobre 1939 a Kogarah, uno dei sobborghi meridionali di Sydney, Australia, da Albert Arthur James e Minora May Darke. Alla nascita, il suo nome era Vivian Leopold James, ma da bambino gli venne accordato un permesso straordinario per cambiarlo legalmente in quanto motivo di imbarazzo, dal momento che, dopo lo straordinario successo dell'interpretazione di Vivien Leigh nei panni di Rossella O'Hara nel film Via col vento (uscito il 15 dicembre 1939), il nome Vivian, a prescindere dalla grafia, era divenuto considerato all'unanimità un nome femminile. Scelse quindi in sostituzione il nome "Clive", in omaggio al personaggio di Tyrone Power nel film Sono un disertore del 1942.
Clive, figlio unico, venne allevato dalla sola madre, dal momento che il padre venne fatto prigioniero in Giappone durante la seconda guerra mondiale e morì quando il Consolidated B-24 Liberator che trasportava lui e altri prigionieri liberati da Okinawa a Manila si schiantò sui monti a sud-est di Taiwan a causa di un tifone. In seguito Clive dichiarò che il suo percorso di vita fu ispirato dal padre, sepolto nel cimitero di guerra di Sai Wan ad Hong Kong. Visse principalmente a Kogarah e a Jannali, ad eccezione di alcuni anni trascorsi in Inghilterra col nonno materno.
Dopo gli studi inferiori, vinse una borsa di studio per la Sydney Boys High School, ma scelse di frequentare invece la Sydney Technical High School, seguita dall'Università di Sydney, dove studiò letteratura inglese e psicologia dal 1957 al 1960. Durante l'università, si associò alla sottocultura libertaria Sydney Push e collaborò col giornale studentesco Honi Soit, oltre a dirigere il foglio del sindacato studentesco locale. Laureatosi con lode nel 1961, Clive lavorò per un anno come assistente per la rivista The Sydney Morning Herald.
Nel 1962, si trasferì a Londra, dove visse per il resto della sua vita. Durante i primi tre anni, condivise un appartamento con Bruce Beresford, in una strada dove viveva anche Brett Whiteley, e conobbe Barry Humphries. Per mantenersi, svolse una serie di lavoretti, con esiti che definì "a volte disastrosi": lattaio, bibliotecario, archivista, ricercatore di mercato.
Studiò letteratura inglese al Pembroke College di Cambridge, periodo durante il quale contribuì a tutti i periodici universitari e fu capitano della squadra dei Cambridge Footlights e della squadra di Pembroke alla competizione a quiz degli University Challenge. Fra i suoi compagni, si annoveravano Germaine Greer, Simon Schama e Eric Idle. Clive si laureò con un voto di seconda classe, dichiarando che era più di quanto si aspettasse, avendo letto e studiato molto, ma evitato accuratamente qualsiasi materiale previsto nei suoi corsi, e iniziò una tesi di dottorato su Percy Bysshe Shelley.

### Critico e saggista
Fra il 1972 e il 1982 Clive James lavorò come critico televisivo per il The Observer, facendosi un nome per il suo umorismo salace e feroce. Mark Lawson recensì le recensioni di Clive definendole "così divertenti da essere pericolose se le leggete con in mano una bevanda calda", e selezioni di esse furono pubblicate in quattro raccolte - Visions Before Midnight, The Crystal Bucket, Glued to the Box, On Television. Scrisse anche critica letteraria per giornali e riviste inglesi, statunitensi e australiane, fra cui Australian Book Review, The Monthly, The Atlantic, The New York Review of Books, The Liberal e The Times Literary Supplement. John Gross ha incluso "A Blizzard of Tiny Kisses", recensione di Clive del romanzo Princess Daisy di Judith Krantz, nell'Oxford Book of Essays (1992-1999).
In seguito, si dedicò alla scrittura saggistica, producendo un lungo elenco di titoli fra cui spiccano Cultural Amnesia (2007), testo in difesa della democrazia e dell'umanismo contro l'oscurantismo che riunisce le biografie di 100 personalità della storia, della cultura e della politica moderne, e che è stato incluso nell'elenco dei migliori libri dell'anno da The Village Voice; e Flying Visits, una raccolta di scritti di viaggio per The Observer.
Fino a metà 2014 ha anche collaborato col Daily Telegraph, curando lo speciale del sabato dedicato alle recensioni critiche televisive.

### Poeta e paroliere
A partire dagli anni ottanta, Clive James iniziò anche una carriera di porta, firmando numerose raccolte.
Collaborò anche con Pete Atkin alla stesura dei testi per sei album (Beware of the Beautiful Stranger, 1970; Driving Through Mythical America, 1971; A King at Nightfall, 1973; The Road of Silk, 1974; Secret Drinker, 1974; Live Libel, 1975), che pubblicizzò, insieme ad altro materiale, fra cui sketch parodici e poesie, nel corso di un tour di grande successo. Clive scrisse anche le note di copertina per gli album, inserendovi battute caustiche su artisti e mode popolari collegate ai testi delle canzoni. Sebbene Atkin cambiò carriera dopo il 1975, un revival di interesse a fine anni novanta, dovuto per lo più alla creazione di una mailing list online, Midnight Voice, da parte di un tale Steve Birkill, portò a una ripubblicazione dei dischi e a diverse esibizioni dei due fra il 1997 e il 2001, nonché alla pubblicazione di nuove canzoni, le ultime delle quali nel 2015.
Nel 2013, Clive James pubblicò la sua traduzione della Divina commedia di Dante, scegliendo di tradurre le terzine originali in quartine. Sebbene generalmente ben accolta, la recensione di Joseph Luzzi sul New York Times sottolineò come fosse stato incapace di catturare la drammaticità della cantica infernale, anche se aveva fatto un buon lavoro con il Purgatorio e il Paradiso, canti più teologici.

### Romanziere
Clive James scrisse un'autobiografia in cinque volumi, il cui primo, Unreliable Memoirs, ebbe più di cento ristampe. Il libro fu incluso da John Carey nel suo elenco dei 50 libri più divertenti del XX secolo (Pure Pleasure, 2000) e John Gross ne incluse un estratto nel suo The New Oxford Book of English Prose del 1999.
Clive James fu anche autore di quattro romanzi.

### Televisione
Clive James iniziò la sua carriera televisiva nel 1976, quando occasionalmente affiancò Tony Wilson nella condizione del programma musicale So It Goes. In particolare, co-condusse l'episodio che vide il debutto dei Sex Pistols. A quel proposito, dichiarò: "Mi avevano detto di controllare quei piccoli bastardi. Con l'aiuto di un radiomicrofono riuscii a gestirli, ma a malapena...si scagliavano contro tutti e tutto e faticavano a essere civili persino fra loro".
Successivamente, ITV affidò a Clive un proprio programma, Clive James on Television, in cui presentava spezzoni di programmi televisivi curiosi o divertenti, spesso involontariamente, come quelli tratti dalla trasmissione giapponese Endurance. Successivamente, il programma passò alla BBC fra il 1988 e il 1991, col titolo Saturday Night Clive, venendo trasmesso prima sulla BBC1 e poi sulla BBC2. Nel 1994, venne trasmessa un'ultima stagione, col titolo Sunday Night Clive.
Diresse anche un secondo programma su LWT, una sorta di diario di viaggio televisivo intitolato Clive James in..., che, al passaggio alla BBC, cambiò titolo in Clive James's Postcard from..., alla fine entrambi assorbiti dalla ITV. Fece anche parte del team di conduttori originale del Late Show sulla BBC, in cui ospitava una tavola rotonda ogni venerdì.
Nel 1993 produsse una docu-serie in otto episodi dal titolo Fame in the 20th Century, distribuita dalla BBC nel Regno Unito e dalla ABC in Australia. La serie esplorava il concetto di "fama" dal Novecento agli anni ottanta, attraverso le biografie di una serie di personalità.
Nel 1995, fondò la sua società di produzione, la Watchmaker Productions, con cui produsse il The Clive James Show per ITV, nel quale debuttò la comica Margarita Pracatan. Condusse anche uno dei primi talk show di Channel4 e diresse per due volte il Review of the Year della BBC, alla fine degli anni ottanta (Clive James on the '80s) e '90 (Clive James on the '90s).
Appassionato di corse automobilistiche, Clive condusse con successo i video riepiloghi per le stagioni di Formula 1 del 1982, 1984 e 1986, prodotti dalla Formula One Constructors Association, che era stata diretta da un amico di Clive, Bernie Ecclestone. Nel 1997, condusse per la BBC il The Clive James Formula 1 Show.
In conclusione della sua carriera televisiva, Clive James espresse così la sua opinione sul mezzo televisivo e la società: "Chiunque abbia paura di ciò che pensa che la televisione faccia al mondo probabilmente ha solo paura del mondo".

### Radio
Nel 2007, Clive James condusse il programma radiofonico A Point of View sulla BBC Radio 4, le cui trascrizione comparvero online sul sito BBC News Online, nella sezione "Magazine". Il programma trattava, con taglio umoristico, un ampio pool di questioni, dalla rappresentazione mediatica della tortura, ai modelli di ruolo per giovani neri, al rebranding aziendale. Tre episodi furono selezionati per l'Orwell Prize 2008.
Nell'ottobre 2009, Clive James è stato ospitato al programma della BBC Radio 4 Book of the Week, dove ha letto estratti del suo libro The Blaze of Obscurity. Nel dicembre 2009, sullo stesso canale, è stato ospite di The Museum of Curiosity, dove ha parlato del P-51 Mustang e altri aerei militari della seconda guerra mondiale.
Nel maggio 2011, la BBC ha riproposto sotto forma di podcast le sessanta puntate di A Point of View, con il titolo A Point of View: Clive James.
Inoltre, Clive James ha pubblicato una serie di vlog dal titolo Talking in the Library, in cui presenta conversazioni con vari personaggi, fra cui Ian McEwan, Cate Blanchett, Julian Barnes, Jonathan Miller e Terry Gilliam; inoltre, oltre a leggere materiale proprio, pubblicizza anche opere di altri scrittori, come Les Murray e Michael Frayn, nonché le opere di pittori, scultori e fotografi come John Olsen e Jeffrey Smart.

### Teatro
Nel 2009, Clive James portò due spettacoli all'Edinburgh Festival Fringe: Clive James in Conversation e Clive James in the Evening, quest'ultimo avente anche un tour limitato attraverso il Regno Unito.

### Ultimi anni e morte
Per gran parte della sua vita, Clive James è stato un forte bevitore e fumatore. Dichiarò che era solito usare come posacenere un coprimozzo, avendo fumato oltre 80 sigarette al giorno per diversi anni fino al 2005. Ha anche detto di aver tentato più volte di smettere, e che dopo i trent'anni riuscì a non fumare per 13 anni prima di ricominciare.
Nel giugno 2012, ammise di soffrire di leucemia linfocitica cronica delle cellule B, dopo che l'anno prima si era speculato soffrisse di insufficienza renale, e disse di essere "vicino alla fine", e che, nel 2010, gli era stata diagnosticata sia l'insufficienza renale che un enfisema.
Il 3 settembre 2013, venne intervistato da Kerry O'Brien per l'Australian Broadcasting Corporation. Nell'intervista, girata a Cambridge e trasmessa col titolo Clive James: The Kid from Kogarah, parlò del suo rapporto con la malattia e la mortalità. L'anno seguente, pubblicò una poesia inedita sul New Yorker, dal titolo Japanese Maple, che venne definita "il suo addio" e "una commovente riflessione sulla sua morte".
Il 31 marzo 2015, intervistato da Charlie Stayt per la BBC, si dichiarò "vicino alla morte ma grato per la vita", anche se nell'ottobre 2015 dichiarò di essere "in imbarazzo" per il fatto di essere ancora vivo grazie ai trattamenti sperimentali.
Fino a giugno 2017, scrisse una rubrica settimanale sul Guardian dal titolo Reports of My Death..., che fu il suo ultimo lavoro.
Clive James morì il 24 novembre 2019, a ottant'anni, nella sua casa di Cambridge.

## Pubblicazioni

### Saggistica
- James, Clive, The Metropolitan Critic, 1974, ISBN 978-0-224-04241-3.
- James, Clive, Visions Before Midnight: Television Criticism from The Observer 1972–76, 1977, ISBN 0-224-01386-6.
- James, Clive, At the Pillars of Hercules, 1979, ISBN 978-0-330-37214-5.
- James, Clive, First Reactions: Critical Essays 1968–79, 1980, ISBN 978-0-394-51233-4.
- James, Clive, The Crystal Bucket: Television Criticism from The Observer 1976–79, 1981, ISBN 978-0-330-26745-8.
- James, Clive, From the Land of Shadows, 1982, ISBN 978-0-330-26994-0.
- James, Clive, Glued to the Box: Television Criticism from The Observer, 1983, ISBN 978-0-224-02066-4.
- James, Clive, Flying Visits: Postcards from The Observer, 1976–83, 1984, ISBN 978-0-330-28839-2.
- James, Clive, Snakecharmers in Texas: Essays 1980–87, 1988, ISBN 978-0-330-30580-8.
- James, Clive, Clive James on Television, 1991.
- James, Clive, The Dreaming Swimmer: Non-Fiction, 1987–1992, 1992, ISBN 978-0-330-33121-0.
- James, Clive, Fame in the 20th Century, 1993, ISBN 978-0-563-36274-6.
- James, Clive, Reliable Essays: The Best of Clive James, 2001, ISBN 978-0-330-48129-8.
- James, Clive, Even as we Speak: New Essays 1993–2001, 2001, ISBN 978-0-330-48176-2.
- James, Clive, As of this Writing: Essays 1968–2000, 2003, ISBN 978-0-393-05180-3.
- James, Clive, The Meaning of Recognition: New Essays 2001–2005, 2005.
- James, Clive, Cultural Amnesia: Necessary Memories from History and the Arts, 2007, ISBN 978-0-393-06116-1.
- James, Clive, The Revolt of the Pendulum: Essays 2005–2008, 2009, ISBN 978-0-330-45739-2.
- James, Clive, A Point of View, 2011, ISBN 978-0-330-53438-3.
- James, Clive, Cultural Cohesion: Essential Essays, 2013, ISBN 978-0-393-34636-7.
- James, Clive, Poetry Notebook 2006–2014, 2014, ISBN 978-1-4472-6912-0.
- James, Clive, Latest Readings, 2015, ISBN 978-0-300-22355-2.
- James, Clive, Play All: A Bingewatcher's Notebook, 2016, ISBN 978-0-300-22970-7.
- James, Clive, Somewhere Becoming Rain: Collected Writings on Philip Larkin, 2019, ISBN 978-1-5290-2882-9.

### Memorie
- Clive James, Unreliable memoirs, Cape, 1980, ISBN 978-0-224-01825-8.
- James, Clive, Falling Towards England, 1985, ISBN 978-0-330-29437-9.
- James, Clive, May Week was in June, 1990, ISBN 978-0-330-31522-7.
- James, Clive, North Face of Soho, 2006, ISBN 978-0-330-48128-1.
- James, Clive, The Blaze of Obscurity, Pan Macmillan, 2009, ISBN 978-0-330-45736-1.

### Romanzi
- James, Clive, Brilliant Creatures, 1983, ISBN 978-0-330-28343-4.
- James, Clive, The Remake, 1987, ISBN 978-0-330-30374-3.
- James, Clive, Brrm! Brrm!, 1991, ISBN 978-0-330-32548-6.
- James, Clive, The Silver Castle, 1996, ISBN 978-0-224-04384-7.

### Poesie
- James, Clive, The Fate of Felicity Fark in the Land of the Media: A Moral Poem, Cape, 1975, ISBN 978-0-224-01185-3.
- James, Clive, Peregrine Prykke's Pilgrimage Through the London Literary World, 1976.
- James, Clive, Britannia Bright's Bewilderment in the Wilderness of Westminster, 1976, ISBN 978-0-224-01319-2.
- James, Clive, Charles Charming's Challenges on the Pathway to the Throne, 1981, ISBN 978-0-224-01954-5.
- James, Clive, Poem of the Year, 1983, ISBN 978-0-224-02961-2.
- James, Clive, Gate of Lilacs: A Verse Commentary on Proust, 2016, ISBN 978-1-5098-1235-6.
- James, Clive, The River in the Sky, 2018, ISBN 978-1-5098-8723-1.
- James, Clive, Fan-mail: Seven Verse Letters, 1977, ISBN 978-0-571-11058-2.
- James, Clive, Other Passports: Poems 1958–1985, 1986, ISBN 978-0-330-30179-4.
- James, Clive, The Book of My Enemy, 2003, ISBN 978-0-330-42004-4.
- James, Clive, Angels over Elsinore: Collected Verse 2003–2008, 2008, ISBN 978-0-330-45740-8.
- James, Clive, Opal Sunset: Selected Poems 1958–2009, W.W. Norton & Co., 2009, ISBN 978-0-393-06707-1.
- James, Clive, Nefertiti in the Flak Tower, 2012, ISBN 978-1-4472-0700-9.
- James, Clive, Sentenced to Life, 2015, ISBN 978-1-4472-8405-5.
- James, Clive, Collected Poems 1958–2015, 2016, ISBN 978-1-63149-247-1.
- James, Clive, Injury Time, 2017, ISBN 978-1-5098-5298-7.

### Traduzioni
- Dante Alighieri, Dante's Divine Comedy, Translated by Clive James, 2013, ISBN 978-1-63149-107-8.

## Battute famose
Clive James definì:
- Arnold Schwarzenegger un "preservativo marrone pieno di noci";[56]
- l'abito di Cher nel video della canzone If I Could Turn Back Time del 1989 "una cintura da sera senza l'abito";[56]
- Murray Walker, commentatore sportivo, come qualcuno "che parla come se avesse i pantaloni in fiamme";[57]
- la voce del cantante Demis Roussos come quella di "un chihuahua intrappolato in una giostra girevole";[56]
- la scrittrice Barbara Cartland come "con occhi simili a due cadaveri di corvi schiantati sulle bianche scogliere di Dover";[58]
- il leader palestinese Yasser Arafat come "Yasmin Arafat";[59]
- lo snooker come "gli scacchi, ma con le palle".[60]

## Famiglia
Nel 1968, a Cambridge, Clive James sposò Prudence "Prue" A. Shaw, anche lei australiana e laureata all'Università di Sydney, all'Università di Firenze e al Somerville College di Oxford. Professoressa di lingua e letteratura italiana all'Università di Cambridge e Londra, è andata in pensione nel 2003 col titolo di professoressa emerita ed è autrice del saggio Reading Dante: From Here to Eternity. La coppia ha avuto due figlie, una delle quali è la pittrice Claerwen James.
Nell'aprile 2012, il programma australiano A Current Affair, su Channel Nine, ospitò la modella Leanne Edelsten, che dichiarò di aver avuto una relazione di otto anni con Clive James a partire dal 2004. Dopodiché, Prue cacciò il marito di casa, anche se non procedettero mai al divorzio.

## Vita privata
Clive James era un buon amico di Diana, principessa del Galles, e dopo la sua morte pubblicò un articolo sul New Yorker dal titolo "Requiem", in cui diede sfogo al suo dolore. In seguito, tuttavia, si rifiutò di commentare la loro amicizia, ad esclusione di alcuni accenni nel quinto volume delle sue memorie, Blaze of Obscurity.
Clive James era in grado di leggere fluentemente, e in misura minore parlare, in francese, tedesco, italiano, spagnolo, russo e giapponese. Era appassionato di tango: aveva preso lezioni a Buenos Aires e possedeva una pista da ballo in casa. Era anche un fan della squadra di rugby St George Dragons e di Reg Gasnier, che era stato suo compagno alla Sydney Technical High School.

## Visioni politiche
Politicamente, Clive James si identificò con la sinistra per gran parte della sua vita, dichiarando a proposito, in un'intervista del 2006 al Sunday Times: "Sono cresciuto nella sinistra proletaria, e rimango lì. La correttezza per i lavoratori è fondamentale, e non credo che il libero mercato lo tenga a mente". Tuttavia, prese le distanze dal comunismo a causa della sua facile deriva totalitaria.
In un discorso del 1991, si mostrò critico verso la privatizzazione del sistema radiotelevisivo britannico, definendola un'idea "politicamente ed economicamente analfabeta". Nel 2001, indicò di identificarsi come socialdemocratico liberale.
Tuttavia, nell'ultima parte della sua vita, le sue opinioni tesero più verso la destra. Sostenne l'invasione americana dell'Iraq nel 2003, sostenendo che "la guerra è durata solo pochi giorni e ha portato all'Iraq la pace", e che "nell'Iraq di Saddam Hussein era legge stuprare le donne di fronte alle loro famiglie e ora, dopo l'invasione, quelle donne possono godere dei loro diritti". Nel 2017, scrisse un capitolo di un libro pubblicato dall’Institute of Public Affairs, sostenendo il negazionismo climatico.
Per quanto riguarda le religioni, le descrisse come "le agenzie pubblicitarie di un prodotto inesistente". Si dichiarò sempre ateo e considerava l'ateismo l'unica posizione ovvia e predefinita per un essere umano.
Era anche un finanziatore del Burma Campaign UK, un'organizzazione per i diritti umani in Birmania.

## Riconoscimenti

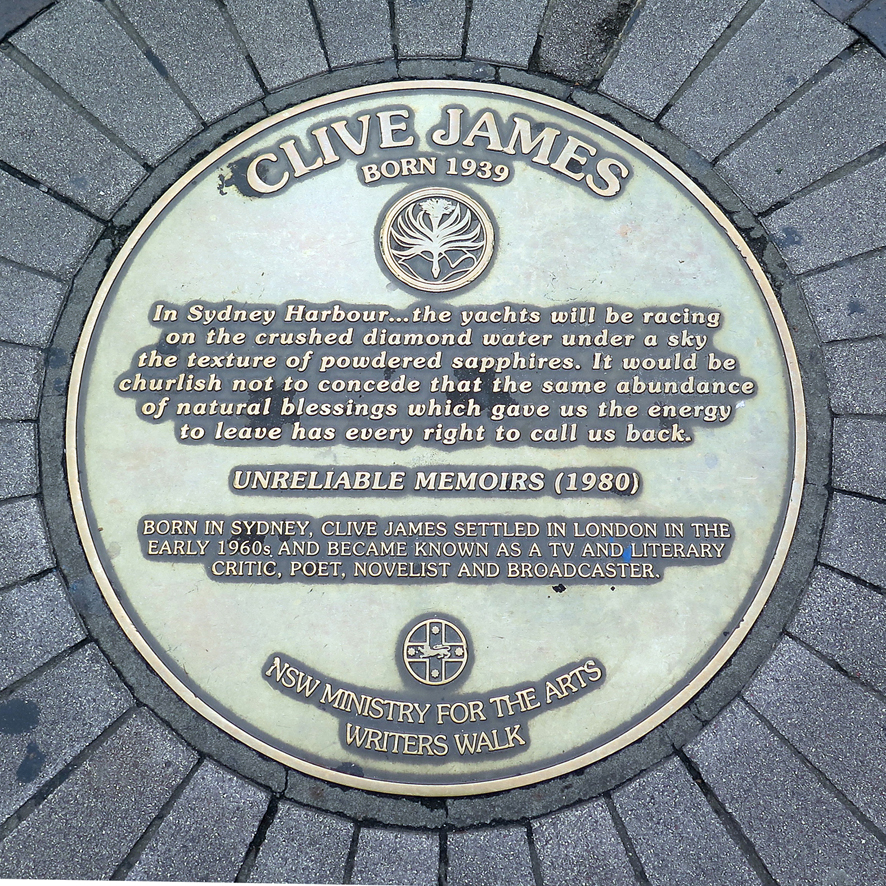
Targa di Clive James sulla Sydney Writers Walk.

Nel 2003 gli venne conferita la medaglia commemorativa Philip Hodgins per la letteratura e il dottorato onorario dall'Università di Sydney e da quella di East Anglia.
Nell'aprile 2008, vinse il premio speciale della giuria agli Orwell Price.
Nel 2010, venne eletto membro della Royal Society of Literature (FRSL) e fu nominato membro onorario del Pembroke College di Cambridge.
Nel 2014, gli fu conferita la Medaglia del Presidente dalla British Academy.
Nel 2015 ricevette il premio BAFTA alla carriera per celebrare i 50 anni della sua carriera televisiva.
È inoltre celebrato con una targa sulla Sydney Writers Walk.